# Jaromír Fausek
Jaromír Fausek (Prága, 1938. május 13. –) cseh nemzetközi labdarúgó-játékvezető. Polgári foglalkozása ügyvéd.

## Pályafutása

### Labdarúgóként
Fiatalon lakóhelyének csapatában játszott. A legmagasabb teljesítménye, a kötelező katonai szolgálat alatt, a IV. divízióban szereplő  VTJ Dukla Žilina csapatban történő játéka volt.

### Labdarúgó-játékvezetőként

#### Nemzeti játékvezetés
A játékvezetői vizsgát 1958-ban csehszlovákként tette le, 1973-ban lett hazája legfelső szintű labdarúgó-bajnokságának játékvezetője. Az aktív pályafutásától 1986-ban vonult vissza, később a cseh JB keretében segíti a játékvezetők munkáját. Első ligás mérkőzéseinek száma: 274.

#### Nemzetközi játékvezetés
A Csehszlovák labdarúgó-szövetség Játékvezető Bizottsága (JB) 1977-ben terjesztette fel nemzetközi játékvezetőnek, a Nemzetközi Labdarúgó-szövetség (FIFA) bíróinak keretébe. Több nemzetek közötti válogatott és klubmérkőzést vezetett. A cseh nemzetközi játékvezetők rangsorában, a világbajnokság-Európa-bajnokság sorrendjében többedmagával a 24. helyet foglalja el 1 találkozó szolgálatával. Az aktív nemzetközi játékvezetéstől 1986-ban búcsúzott.
Nemzetközi mérkőzéseinek száma: 40.

##### Európa-bajnokság
Az európai-labdarúgó torna döntőjéhez vezető úton Olaszországba a VI., az 1980-as labdarúgó-Európa-bajnokságra az UEFA JB játékvezetőként foglalkoztatta.
| Időpont             | Helyszín             | Mérkőzés típusa           | Mérkőzés          | Eredmény | Nézők száma |
| ------------------- | -------------------- | ------------------------- | ----------------- | -------- | ----------- |
| 1979. augusztus 29. | Práter Stadion, Bécs | előselejtező (2. csoport) | Ausztria–Norvégia | 4 : 0    | 30 991      |

## Sportvezetőként
Aktív pályafutását befejezve előbb a csehszlovák JB, majd a cseh JB munkatársa lett.

## Írásai
- Toulky s fotbalem (Tudósítás a futballról.) . Prága: Nakladatelství Baset, 2001. ISBN 80-86223-17-5